# Angel Manfredy
Angel Manfredy (* 30. Oktober 1974 in Gary, Indiana) ist ein ehemaliger US-amerikanischer Profiboxer puerto-ricanischer Abstammung. Er gehörte zu den populärsten Boxern der späten 1990er Jahre.

## Karriere
Er wuchs als jüngstes von vier Geschwistern in East Chicago auf und begann im Alter von neun Jahren mit dem Boxsport. Er gewann 48 von 56 Amateurkämpfen und wechselte 1993 ins Profilager. In seinen ersten fünf Kämpfen brachte er es auf zwei Siege, zwei Niederlagen und ein Unentschieden. Manfredy erklärte den nur mäßigen Start seiner Profikarriere mit seiner damaligen Vorliebe für Alkohol, Drogen und Partys, von denen er sich jedoch nach einem Autounfall im Alter von 19 Jahren lossagte.
Anschließend blieb er in 24 Kämpfen ungeschlagen. Im August 1994 schlug er Ex-WBO-Weltmeister Kenny Mitchell und im Oktober 1994 den erfahrenen Jimmy Deoria. Im November 1994 besiegte er zudem im Rückkampf Charles McClellan, gegen den er seine erste Niederlage als Profi hinnehmen musste. Im April 1995 siegte er beim Kampf um den Interkontinentalen Meistertitel der WBF gegen Vittorio Salvatore.
Im Oktober 1995 gewann er den WBU-Titel durch einen vorzeitigen Sieg gegen Ex-IBF-Weltmeister Calvin Grove, er verteidigte ihn gegen Harold Petty, David Toledo, Mthobeli Mhlophe, Wilfrido Ruiz, den zweifachen IBF-WM-Herausforderer Wilson Rodriguez, den ehemaligen IBF- und WBO-Weltmeister Jorge Páez und den vierfachen IBF-WM-Herausforderer John Brown.
Den wohl bedeutendsten Erfolg seiner Siegesserie erzielte er am 17. Januar 1998 gegen Arturo Gatti, als dieser aufgrund einer schweren Cutverletzung in der achten Runde aus dem Kampf genommen wurde. Bis zu diesem Zeitpunkt hatte Manfredy nicht nur nach Punkten geführt, sondern auch einen Niederschlag in der dritten Runde erzielt.
Am 19. Dezember 1998 boxte er in Miami um die Weltmeisterschaft der WBC gegen Floyd Mayweather Jr., unterlag jedoch umstritten durch Ringrichterabbruch in der zweiten Runde. Nach drei anschließenden Siegen, darunter auch gegen Ivan Robinson, erhielt er eine erneute WBC-Weltmeisterschaftschance, diesmal im Leichtgewicht. Dabei unterlag er jedoch am 14. August 1999 nach Punkten gegen Titelträger Stevie Johnston.
Durch fünf anschließende Siege erhielt er eine IBF-Weltmeisterschaftschance im Superfedergewicht gegen Diego Corrales, verlor gegen diesen jedoch am 2. September 2000 durch t.K.o. in der dritten Runde. Von Dezember 2000 bis Oktober 2001 gewann er wieder jeden seiner sechs Kämpfe, darunter gegen Ex-IBF-Weltmeister Juan Polo-Perez, den zweifachen WBC-Herausforderer Lamar Murphy und den zweifachen IBF-Weltmeister Julio Díaz.
Am 9. März 2002 boxte er in Pennsylvania um die IBF-Weltmeisterschaft im Leichtgewicht, unterlag jedoch durch Punktniederlage gegen Paul Spadafora. Nach sechs weiteren Kämpfen mit vier Siegen und zwei Niederlagen, beendete er seine Karriere im April 2004.